# آرزومند
آرزومند، روستایی است از توابع استان مرکزی، شهرستان فراهان و جزئی از خنجین می‌باشد.

## موقعیت
این روستا در مختصات جغرافیایی ۳۴ درجه، ۴۵ دقیقه و ۴۳ ثانیه عرض شمالی و ۴۹ درجه، ۳۹ دقیقه و
۵۱ ثانیه طول شرقی از گرینویچ قرار دارد این روستا در شمال‌غربی روستای فشک و در فاصله – کیلومتری از آن قرار دارد.
.

## جمعیت
براساس آخرین آمار سرشماری نفوس و مسکن در سال ۱۳۸۵ دارای ۱۱۷ خانوار و ۴۳۴ نفر جمعیت می‌باشد که از این میان ۲۰۰ نفر مرد و ۲۳۴ نفر زن می‌باشد.
روستای آرزومند که ساکنان ان به زبان ترکی تکلم می‌کنند و دینشان اسلام و مذهبشان شیعه اثنی عشری(۱۲امامی) است؛ روستایی سرسبز و خوش آب و هوا،ییلاقی و دنج که محصولات کشاورزی عمده آن گردو ،بادام و انگور می باشد .
برخی از اقوام بختیاری هم از روستای همجوار کوک سیگرد به این روستا کوچ کرده‌اند؛ و بر فراز تپه ای بنا شده‌است از قدیم مکتب خانه در این روستا دایر بوده و اهالی این روستا پایبند به مسائل دینی بوده و همواره از روستاهای دیگر در امور دینی مقید تر بوده‌اند که در سال‌های بعد از انقلاب و گسترش مدارس کم‌کم مکتب خانه به تاریخ پیوست.
در زمان های گذشته آموزگاران روستای آرزومند ملّا های مکتب خانه روستاهای هم جوار مثل را هم تأمین می‌کرد. از ملاها که در زبان محلی به آن‌ها میرزا گفته می‌شد می‌توان به دوبرادر خدوم قرآنی و دینی کربلایی علی و کربلایی تقی اشاره کرد .روح ملکوتی این خادمان قرآنی  شاد و یادشان جاودان باد.
از روستای آرزومند شخصیت های علمی، فرهنگی، اجتماعی بسیاری در سراسر میهن عزیز ایران مشغول خدمت می باشند.